# Envision Entertainment
Envision Entertainment ist ein in Ingelheim ansässiges Entwicklerstudio für Computerspiele, das aus ehemaligen Mitarbeitern von EA Phenomic ausging. Zu den Gründern gehören der Geschäftsführer Dirk Ringe, Boris Kunkel und Kreativdirektor Volker Wertich.

## Geschichte
Das erste eigene Projekt erfolgte zusammen mit Ubisoft. 2015 übernahm das Studio die Verantwortung über den Weiterbetrieb von Command & Conquer: Tiberium Alliances. 2016 wurde das Team für Path of War mit dem Deutschen Computerspielpreis ausgezeichnet. 2017 trat Envision Entertainment dem Branchenverband GAME Bundesverband der deutschen Games-Branche bei. 2023 löste man sich von Ubisoft und erschuf mit Pioneers of Pagonia ein eigenes Spiel im Genre der Städtebausimulationen.

## Ludographie
- Command & Conquer: Tiberium Alliances (2012)
- Path of War (2016)
- Die Siedler: Neue Allianzen (2023)
- Pioneers of Pagonia (2023)